# 勞動報 (上海)
《劳动报》是中國上海一家以广大职工群众为目标读者的地方性综合日报，也是中國第一家工人日報和上海市总工会的机关报，创刊于1949年7月1日，由上海市总工会主办主管的事业单位劳动报社负责编辑出版。

## 歷史
1949年4月23日，解放軍攻佔丹陽後，渡江戰役总前委、华东局和上海局等领导机关主要领导干部集結在丹阳準備接管上海工作，陳毅提出接管上海后，上海工人应该有一份自己的报纸。同年8月初，陳毅在一次汇报会上提出这份工人报纸定名为《劳动报》。刘长胜建議更名《上海劳动报》，陳毅堅持定名《劳动报》，並表示希望《劳动报》能走出上海，面向华东各地。1950年5月1日起，《劳动报》开始由邮局发行。1960年12月，為缩减报纸种类，《劳动报》停刊。1979年3月《劳动报》复刊。1990年代《劳动报》從周刊發展為日報，並每周发行《经济周刊》和《新闻广角》。《劳动报》从1993年7月起设立专刊部，當時共有6个版面：有《海外风云》、《卫生与健康》、《台港澳专辑》、《家庭生活》、《上海滩》、《新奇乐》。1995年1月《上海滩》改版为《科教纵横》。同年4月，《台港澳专辑》改版为《服饰广角》。1997年，劳动报社的办公大楼在靜安區常德路落成。2019年7月5日，《劳动报》新闻客户端“劳动观察”APP上线。